# Martinella
Martinella, biljni rod iz porodice katalpovki smješten u tribus Bignonieae. Sastoji se od 5 vrsta lijana rasprostranjenih u vlažnom tropskom biomu Srednje i Južne Amerike, od južnog Meksika do Brazila i Bolivije na jugu.

## Opis
Lijane, grančice bez pseudostipula. Listovi 2-listni, ponekad s trostrukom (rjeđe jednostavnom) viticom. Cvat pazušni grozd. Čaška cjevasto zvonasta, dvousna ili nepravilno 3– ili 4–usna; vjenčić grimizan do boje vina, cjevasto zvonasti iznad usko cjevaste baze, izvana gol do neupadljivo lepidotan. Prašnici goli, teke ravne, razdvojene. Ovarij linearno-cilindričan, rijetko lepidotan ili puberulozan; ovule (2-)4-fredne u svakoj lokuli. Plod je linearna čahura, jako spljoštena, zalisci paralelni sa pregradom, tanki, glatki, središnja linija neupadljiva. Sjemenke tanke, dvokrilne, krilca opnasta, smećkasti, slabo omeđeni od tijela sjemenke.

## Vrste
1. Martinella insignis A.H.Gentry ex Zuntini & L.G.Lohmann
2. Martinella iquitoensis A.Samp.
3. Martinella lanuginosa Kataoka & L.G.Lohmann
4. Martinella obovata (Kunth) Bureau & K.Schum.
5. Martinella tomentosa Kataoka & L.G.Lohmann

## Sinonimi
- Stenosiphanthus A.Samp.; Bol. Mus. Nac. Rio de Janeiro 12(3, 4): 88 (1936)